# Central Square (Metro de Boston)
Central Square o Central es una estación en la línea Roja del Metro de Boston. La estación se encuentra localizada en Central Square, Cambridge, intersección de la Avenida Massachusetts y la Avenida Western, Calle Prospect, y la Calle Magazine en Cambridge, Massachusetts. La estación Central fue inaugurada el 23 de marzo de 1912. La Autoridad de Transporte de la Bahía de Massachusetts es la encargada por el mantenimiento y administración de la estación.

## Descripción
La estación Central cuenta con 2 plataformas laterales y 2 vías. 

## Conexiones
La estación es abastecida por las siguientes conexiones: 
- Rutas de autobuses: 1, 47, 64, 70, 70A, 83, 91, CT1